# Noronhia
Noronhia  é um gênero botânico da família Oleaceae
Encontrado em Madagascar e em Comores.

## Sinonímia
Binia, Noronhaea

### Espécies
Composto por 48 espécies:
Noronhia alleizetti Noronhia ambrensis Noronhia binia
Noronhia boinensis Noronhia boivini Noronhia brevituba
Noronhia broomeana Noronhia buxifolia Noronhia candicans
Noronhia capuronii Noronhia cernua Noronhia chartacea
Noronhia cochleata Noronhia comorensis Noronhia crassinodis
Noronhia crassiramosa Noronhia cruciata Noronhia decaryana
Noronhia densiflora Noronhia divaricata Noronhia ecoronulata
Noronhia emarginata Noronhia gracilipes Noronhia grandifolia
Noronhia humbertiana Noronhia introversa Noronhia lanceolata
Noronhia leandriana Noronhia linearifolia Noronhia linocerioides
Noronhia longipedicellata Noronhia louveli Noronhia luteola
Noronhia mangorensis Noronhia myrtoides Noronhia oblanceolata
Noronhia ovalifolia Noronhia peracuminata Noronhia pervilleana
Noronhia populifolia Noronhia sambiranensis Noronhia seyrigi
Noronhia tetrandra Noronhia tubulosa Noronhia urceolata
Noronhia verticillata Noronhia verticilliflora Noronhia verrucosa

## Nome e referências
Noronhia Stadtmann ex Du Petit-Thouars, 1806